# Rosenthal, Berlin
Rosenthal är en stadsdel (Ortsteil) i Berlin, belägen i stadens norra del i stadsdelsområdet Pankow. Stadsdelen hade 9 484 invånare i juni 2019. Rosenthal är en tidigare by med medeltida ursprung och ett gods norr om Berlin som 1920 införlivades med staden.

## Geografi
Rosenthal ligger intill den tidigare sträckningen för Berlinmuren och gränsar i väster till Wilhelmsruh som tidigare var del av Rosenthal, Märkisches Viertel och Lübars i stadsdelsområdet Reinickendorf, i norr till Blankenfelde, i öster till Französisch Buchholz och i söder till Niederschönhausen.

## Bebyggelse
Stadsdelens område är huvudsakligen bebyggt med enfamiljshus. Den historiska ortskärnan med den medeltida bykyrkan, herrgårdsbyggnaden från 1820 och ett antal kulturminnesmärkta byggnader från slutet av 1800-talet och början av 1900-talet ligger omkring Hauptstrasse i stadsdelens nordvästra del.

## Historia
Byn Rosenthal anlades omkring 1230 under Ostsiedlung-epoken med husen arrangerade omkring en allmänning. Det första omnämnandet i skrift är från 1356, som Pfarrdorf Rosendalle. I kejsar Karl IV:s landbok omnämns orten 1375, då med en odlad areal av 72 Hufen. I byn fanns även en krog.
Byn hade ingen egen kyrkoherde utan hörde i kyrkligt hänseende sedermera till Reinickendorf och räknades administrativt till Pankow.
År 1920 skapades Stor-Berlin genom en stor administrativ reform, då de ursprungligen 20 stadsdelsområdena bildades och Rosenthal i likhet med många andra byar i Berlins utkant införlivades med staden. Tillsammans med Blankenburg, Buch, Niederschönhausen, Pankow och Rosenthal bildades stadsdelsområdet Pankow, med säte i Pankow.

## Kommunikationer
Rosenthal-Nord är ändhållplats för Berlins spårvägslinje M1 mot Am Kupfergraben i Mitte via Pankow, Eberswalder Strasse och Berlin Friedrichstrasse.
Järnvägen Heidekrautbahn leder längs Berlinmurens tidigare sträckning i stadsdelens västra utkant. Stationen Rosenthal revs i samband med murens anläggande och trafiken på sträckan förbi Rosenthal bedrivs idag enbart som museitrafik, med en provisorisk hållplats i Rosenthal.
Busslinjer finns i riktning mot Wittenaus pendeltågs- och tunnelbanestation via Märkisches Viertel västerut, samt mot Wilhelmsruh och tunnelbanestationen Residenzstrasse.